# Regravação (música)
Uma regravação é uma nova gravação produzida após uma nova apresentação de uma obra musical. Isso geralmente ocorre, mas não exclusivamente, por um artista ou grupo popular. Essa prática se diferencia de uma reedição, que envolve o relançamento de uma peça de música previamente gravada.
Regravações são frequentemente produzidas décadas após o lançamento das gravações originais, geralmente em condições contratuais mais favoráveis aos artistas. Isso é especialmente comum entre artistas que inicialmente concordaram com contratos considerados injustos e exploratórios nos dias de hoje. Quando as regravações são lançadas sob contratos mais recentes, os artistas podem receber royalties muito mais altos pelo uso em filmes, comerciais e trailers de filmes. Outros artistas regravam suas obras por motivos artísticos. Jeff Lynne, da Electric Light Orchestra, lançou um álbum solo de melhores sucessos com novas versões de sucessos anteriores, como "Mr. Blue Sky", cuja versão original Lynne descreveu como "[não] exatamente como eu pretendia". Alguns artistas, como Def Leppard e Taylor Swift, regravaram sua música devido a disputas com suas gravadoras.
Regravações são comumente encontradas em lojas de música online e serviços de streaming, como o iTunes Store e o Spotify.

## Exemplos notáveis

### The Everly Brothers
Em 1960, os The Everly Brothers deixaram a gravadora Cadence Records, onde haviam gravado uma série de sucessos de 1957 a 1960. Uma das primeiras ações deles para a nova gravadora, Warner Brothers, foi regravar novas versões de suas músicas mais populares lançadas pela Cadence. As novas versões das músicas da Cadence foram combinadas com seus primeiros sucessos no selo WB para formar um novo álbum de "Maiores Sucessos" lançado pela WB. Ao regravarem suas músicas, os The Everly Brothers estabeleceram um precedente que ainda é amplamente utilizado nos contratos de gravação atualmente. Para evitar essa situação no futuro, a maioria dos contratos das grandes gravadoras indica que um artista não pode regravar suas próprias músicas por até cinco anos após a primeira gravação dos masters ou três anos após o término do contrato com o artista.

### Taylor Swift
Um exemplo notável de um músico regravando sua música é a cantora e compositora norte-americana Taylor Swift. Quando Swift assinou originalmente com sua gravadora anterior, a Big Machine Records, em 2005, ela abriu mão da propriedade de suas gravações. Swift era adolescente quando abriu mão da propriedade das gravações originais e desde então expressou sentimentos de ressentimento e frustração, pois acredita que sua música deveria lhe pertencer. Swift foi aconselhada por seus advogados de que ela poderia iniciar o processo de regravar seus antigos álbuns e lançá-los como versões mais recentes, uma vez que não tinha mais vínculo com a Big Machine. Após a compra da Big Machine pelo empresário norte-americano Scooter Braun (e a aquisição das gravações originais), depois que Swift foi para a Republic Records, ela anunciou que regravaria seus seis primeiros álbuns de estúdio. Isso coincidiu com o lançamento de seu sétimo álbum de estúdio, Lover, o primeiro do qual ela é proprietária das gravações originais. Swift tem sido uma defensora para que os artistas sejam proprietários de sua música e estejam cientes de cláusulas contratuais desfavoráveis a eles, com base em suas próprias experiências. Sua disputa com a Big Machine e Braun foi amplamente divulgada e desencadeou um debate na indústria sobre ética, direitos dos músicos e propriedade intelectual.